# أبو العتاهية
إسماعيل بن القاسم بن سُويد العنزي أبو إسحاق، وهناك رأيان في نسبه، الأول أنه مولى عنزة والثاني «أنه عنزي صليبة وهذا قول ابنه محمد وما تأخذ به عدد من الدراسات الأكاديمية»، ولد في عين التمر سنة 130هـ/747م. ثم انتقل إلى الكوفة، كان بائعا للجرار، مال إلى العلم والأدب ونظم الشعر حتى نبغ فيه، ثم انتقل إلى بغداد، واتصل بالخلفاء، فمدح الخليفة المهدي والهادي وهارون الرشيد. يعد من مقدمي المولدين، من طبقة بشار بن برد وأبي نواس وأمثالهما. كان يجيد القول في الزهد والمديح وأكثر أنواع الشعر في عصره.

## سبب تسميته
أبو العتاهية كنية غلبت عليه لما عرف به في شبابه من مجون  ، وقيل أطلقها عليه الخليفة المهدي بقوله: «أَراك مُتَخلِّطاً مُتَعتِّهاً» ، وقيل بل كان له ولد اسمه «عتاهية» وأنكر بعضهم ذلك  ، وقيل لحبه المجون والخلاعة في أوائل حياته، ثم كف عن ذلك ومال إلى التنسك والزهد، وانصرف عن ملذات الدنيا والحياة، وشغل بخواطر الموت، ودعا الناس إلى التزوّد من دار الفناء إلى دار البقاء.

## اتصاله بالخلفاء
كان أبو العتاهية في بدء أمره يبيع الجرار  ، ثم قدم من الكوفة إلى بغداد مع إبراهيم الموصلي، ثم افترقا ونزل الحيرة، ولم يكن الخليفة المهدي قد سمع بذكره حتى قدم بغداد  ، فاستدعاه إلى قصره، واستمع إلى شعره فأعجب به ونال رضاه، وعلت مكانته عنده، واتفق أن عرف (عتبة) جارية الخليفة المهدي. فأولع بها وطفق يذكرها في شعره، فغضب الخليفة المهدي وحبسه، ثم لما توفي المهدي هجر الشعر مدة، فبلغ ذلك الخليفة هارون الرشيد، فسجنه مع أحد المتهمين ممن حكم عليه بالقتل، فلما قتل أمامه قيل له هل تعود إلى الشعر أو يفعل بك مثله، فقبل أن يعود إلى الشعر ، لكن الرشيد أبطأ في إخراجه من السجن فكتب إليه يقول:
فرق له، ووقع في رقعته: لا ‌بأس عليك، فاطمأن إلى ذلك. ثم تمادى مكثه في الحبس فكتب إليه:
فأمر بإطلاقه. ، ولكن أبو العتاهية آثر العزلة والزهد في الدنيا والتذكير بالآخرة، وسخر شعرة لهذا الغرض، وبقي على ذلك مدة خلافة الرشيد والأمين وأكثر أيام المأمون حتى وفاته سنة 211 هـ. ببغداد. ويتميز شعره بسهولة الألفاظ ووضوح المعاني، ويمثل روحية فقير هجر الحياة وملذاتها وسلك طريق الآخرة.

## اتهامه بالزندقة
رُمي أبو العتاهية كغيره من الشعراء والأدباء بتهمة الزندقة والمانوية، مع ما بينهم من التفاوت في ثبوتها واعترافهم بها، إلا أن أبو العتاهية يختلف كثيراً عن غيره، فقد سخر شعره لرد تلك التهم ونفيها عن نفسه، وهذه التهم وإن كانت قليلة في المصادر المتقدمة، كما في الأغاني للأصفهاني، وطبقات الشعراء لابن المعتز، إلا أن بعض كتاب التاريخ في العصر الحديث أشاعوا تلك التهم وحاولوا اثباتها وصرفها عن سياقها وواقعها التاريخي دون أن يوردوا نفيه لها من خلال شعره، وأنها في الحقيقة كانت تُعبر عن فترة متقدمة يسيرة من حياته قبل أن يتحول عنها. ومن اللافت للنظر أن الأصفهاني نفسه أورد دفاع أبو العتاهية عن نفسه حيث قال: " زعم الناس أني زنديق، والله ماديني إلى الله إلا التوحيد، فقيل له: فقل شيئاً نتحدث به عنك؛ فقال:
وقال في الإيمان بالقضاء والقدر واليوم الآخر:

## الأقوال عنه
- قال المبرد: «حدثني محمد بن البصري قال: كان أبو ‌العتاهية، لسهولة شعره وجودة طبعه فيه، ربما قال شعراً موزوناً ليس من الأعاريض المعروفة، وكان يلعب بالشعر لعباً، ويأخذ كيف شاء» [22]
- وقال الفراء: «دخلت على جعفر بن يحيى فقال لي: يا أبا زكريّا، ما تقول فيما أقول؟ فقلت: وما تقول أصلحك اللّه؟ قال: أزعم أنّ أبا العتاهية أشعر أهل هذا العصر، فقلت: هو واللّه أشعرهم عندي» [23]
- وقال أبو نواس: «والله ما رأيته قط إلا توهمت أنه سماويٌّ وأنا أَرْضِيٌّ» [24]
- ابن الأعرابي: «والله ما رأيت شاعرا قط أطبع ولا أقدر على بيت منه، وما أحسب مذهبه إلا ضرباً من ‌السحر» [25]
- سلم الخاسر: عن رجاء بن سلمة قال: قلتُ لِسَلم الخاسر: مَن أشعر النَّاس؟ قال: «إن شئتَ أخبرتكَ بأشعر الجنِّ والإنس! فقلت: مَن؟ قال: أبو العتاهية». وأنشدني له:[26]

## شعره وخصائصه الفنية
مر أبو العتاهية بمرحلتين متباينتين من حياته هما مرحلة الشباب واللهو ومرحلة الزهد والتقشف، ففي الأولى كانت أغراض الغزل– وهي قليلة جداً - ، وفي المرحلة الثانية انحصرت اغراضه الشعرية في الحكم والزهديات، وقليل من الرثاء والمدح. وفيما يلي بعض الأمثلة على اغراض شعره:

### الغزل
يكاد ينحصر غزل أبو العتاهية في وصف معشوقته (عتبة) جارية المهدي ومن ذلك قوله:
وقوله "

### المدح
لم يكثر أبو العتاهية من المدح في شعره، فلم ينقل عنه الا القليل الذي خص به بعض خلفاء بني العباس، ومنه قوله في الخليفة هارون الرشيد:
وقال أيضا:

### الرثاء
وهو قليل جداً في شعر أبو العتاهية ومنه رثائه في صاحبه علي بن ثابت:

### الحكم والزهديات
وهذا الغرض من الشعر يكاد يكون الأبرز في شعر إبي العتاهية، حتى لقد طغى على مسيرته الأدبية، فلا يكاد يُعرف إلا به، وقد سخره لخدمة عدد من الموضوعات كالتحذير من الدنيا وعدم الركون إليها، والتذكير بحتمية الموت، وأنه المحطة الأخيرة لكل كائن على الأرض، وأن الآخرة هي الباقية، مُستخدمًا جملة من الأساليب الشعرية المميزة، مثل: النداء، والاستفهام، والتعجب، والنهي، والأمر، إضافةً للأساليب الأخرى التي تثير وتشد استماع المُخاطب، دون إشعاره بالملل. وله بذلك ديوان مطبوع ومشهور.
ومما جاء فيه من الحكم المشهورة والمتداولة على الألسن قوله:
وقوله:
وقوله:

## وفاته
توفي أبو العتاهية في بغداد، في 3 جمادى الآخرة سنة 211هـ وقيل 213هـ، 826م.

## وصلات خارجية
- الديوان: ديوان أبو العتاهية
- بوابة الشعراء: ديوان أبو العتاهية
- أبو العتاهية أشعاره وأخباره للدكتور فيصل شكري. - (للتحميل)
- ديوان أبو العتاهية من بوابة الشعراء
- صفحة أبو العتاهية على موقع أبجد
- صفحة اقتباسات أبو العتاهية على موقع أبجد